# Leistes
Leistes – rodzaj ptaków z podrodziny wojaków (Sturnellinae) w rodzinie kacykowatych (Icteridae).

## Zasięg występowania
Rodzaj obejmuje gatunki występujące w Ameryce Centralnej i Południowej.

## Morfologia
Długość ciała samców 17,8–26,9 cm, samic 17–18 cm, masa ciała samców 50,2–112,4 g, samic 40,9–97,1 g.

## Systematyka

### Etymologia
Leistes: gr. λῃστης lēistēs – „złodziej”, od λῃστευω lēisteuō – „kraść” (por. λῃζομαι lēizomai – „grabić”).

### Podział systematyczny
Do rodzaju należą następujące gatunki:
- Leistes militaris (Linnaeus, 1758) – wojak krawatowy
- Leistes superciliaris (Bonaparte, 1850) – wojak białobrewy
- Leistes bellicosus (Defilippi, 1847) – wojak żabotowy
- Leistes defilippii (Bonaparte, 1850) – wojak pampasowy
- Leistes loyca (G.I. Molina, 1782) – wojak długosterny